# Poecilophysis spelaea
Poecilophysis spelaea är en spindeldjursart som först beskrevs av Wankel 1861.  Poecilophysis spelaea ingår i släktet Poecilophysis, och familjen Rhagidiidae. Arten är reproducerande i Sverige.